# Laxå
Laxå – miejscowość (tätort) w Szwecji, w regionie administracyjnym (län) Örebro. Siedziba władz (centralort) gminy Laxå.
W 2015 roku Laxå liczyło 3125 mieszkańców.

## Położenie
Miejscowość jest położona w zachodniej części prowincji historycznej (landskap) Närke, ok. 50 km na południowy zachód od Örebro przy drodze E20 i magistrali kolejowej Västra stambanan, mniej więcej w połowie drogi pomiędzy Sztokholmem i Göteborgiem.

## Historia
Laxå rozwinęło się przy otwartej w 1862 roku Västra stambanan. Po oddaniu do użytku w 1866 roku linii Nordvästra stambanan (współcześnie Värmlandsbanan) stacja kolejowa Laxå stała się stacją węzłową.

## Demografia
Liczba ludności tätortu Laxå w latach 1960–2015: